# Bergerden
Bergerden, gelegen in de gemeente Lingewaard, is een van de locaties die door de Nederlandse overheid is aangewezen voor de grootschalige ontwikkeling van glastuinbouw. De locatie ligt tussen de bebouwde kom van Huissen en de Linge en omvat 335 hectare. De adressering van de bedrijven is hetzij in Huissen, hetzij in Bemmel, afhankelijk van de ligging in de voormalige gemeenten met deze namen.
Anno 2012 ligt de uitgave van terreinen ver onder verwachting en de deelnemende gemeenten maken reserveringen voor een flinke verliesafschrijving.
In oktober 2015 werd het gebied omgedoopt in NEXTgarden en richt zich sindsdien op algemene tuinbouw.

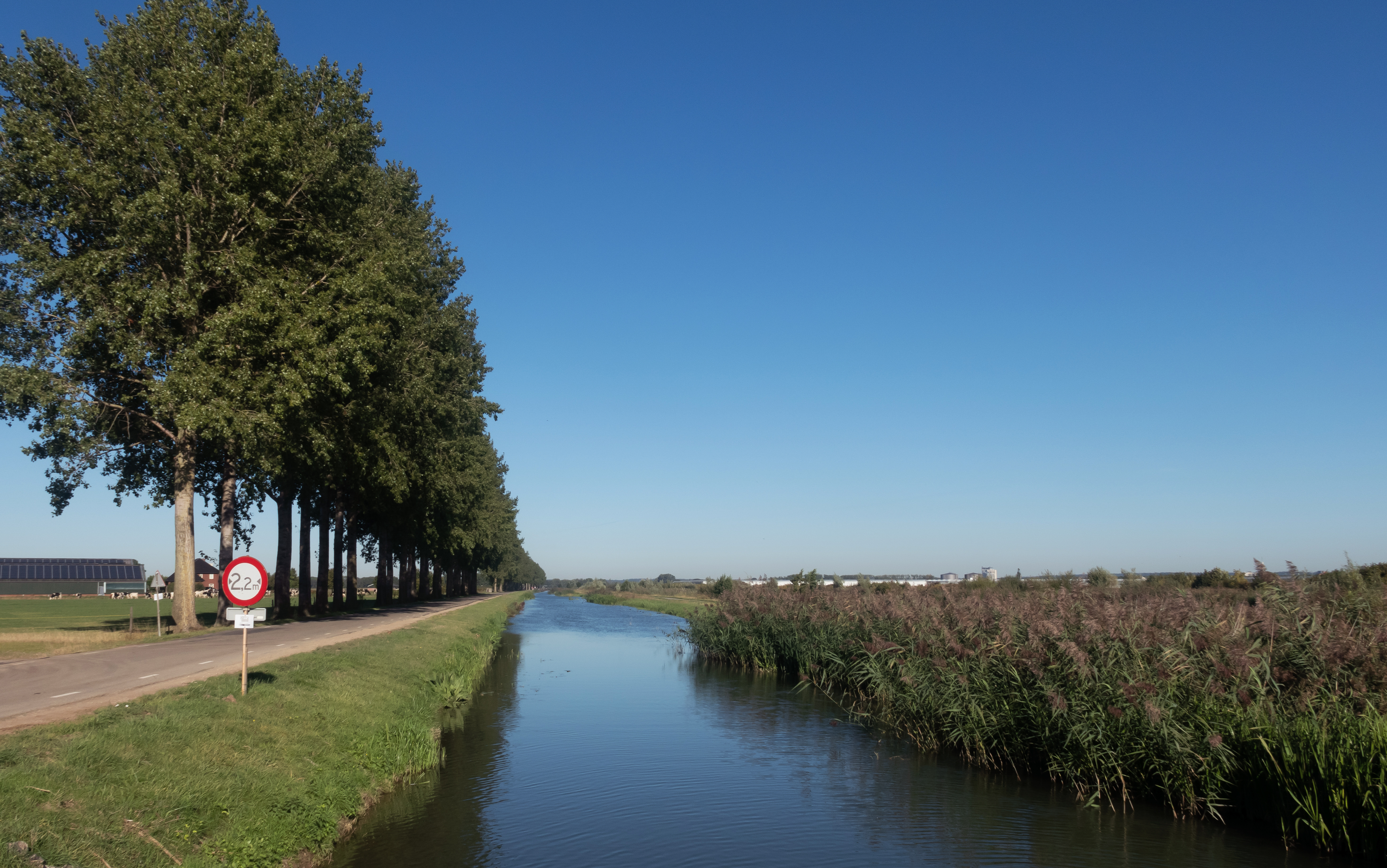
Bergerden, de Linge bij het Verlaten Land Pad